# Frans Zanderink
Frans Zanderink, beter bekend als Boer Frans (De Lutte, 1980) is een Nederlands boer die bekendheid verwierf door zijn deelname aan Boer zoekt Vrouw.

## Loopbaan
Zanderink deed in 2007 mee aan de derde editie van Boer zoekt Vrouw. Zanderink was een opvallende verschijning in het programma mede door zijn Twents dialect en zijn hobby's als motorcross en schieten. De relatie die hij overhield aan het datingprogramma hield niet lang stand.
Door de bekendheid die hij kreeg dankzij Boer zoekt Vrouw nam Zanderink het liedje Ik bin boer Frans op, een cover van de Dutch Boys met Boer Harms. Het werd geproduceerd door Edwin van Hoevelaak en Wilfried Poorthuis. In de zomer van 2008 maakte Zanderink voor RTV Oost het programma Villa Frans. Voor deze serie ontving hij bekende Nederlanders op zijn boerderij, om te laten zien wat het boerenleven inhoudt. Het programma leek qua opzet op Villa Felderhof.
In 2017 verloor Zanderink een rechtszaak over de fosfaatrechten voor zijn boerderij. Hierdoor werd hij gedwongen zijn veestapel in te krimpen. In 2018 sloot hij middels omgewaaide bomen het deel van natuurgebied Lutterzand af dat in zijn eigendom is. Zanderink gaf aan veel overlast te hebben van mountainbikers en wandelaars. Ook was hij van plan om in dat bosgedeelte een natuurbegraafplaats in te richten.

## Singles
| Single met eventuele hitnotering(en) in de Nederlandse Top 40 | Datum van verschijnen | Datum van binnenkomst | Hoogste positie | Aantal weken | Opmerkingen    |
| ------------------------------------------------------------- | --------------------- | --------------------- | --------------- | ------------ | -------------- |
| Ik bin boer Frans                                             | 2008                  | 05-04-2008            | 87              | 2            | Single Top 100 |